# DJ Krmak
DJ Krmak (eig. Goran Žižak) (geboren in Banja Luka, Bosnië en Herzegovina) is een Bosnische zanger die populair is in de landen van het voormalig Joegoslavië. Hij staat bekend om zijn geestige teksten, waarin hij graag de draak steekt met andere beroemdheden.

## Discografie

### Albums
- Kockari (1999)
- Šumaher (2000)
- Bo San Remo (2001)
- Hollywood (2003)
- Meksikanac (2004)
- Vanzemljaci (2006)
- Tu Tu (2007)

### Singles
- Bo San Remo
- Šumaher
- Hajde jugo
- Armani
- Braca bez gaca
- Cijelo selo smrče bijelo
- Papagaj
- Srce kurca
- Sedam dana
- Silikoni
- Puče guma
- Fato
- Bosna zurick
- Eros Bosanceros